# Owoce morza

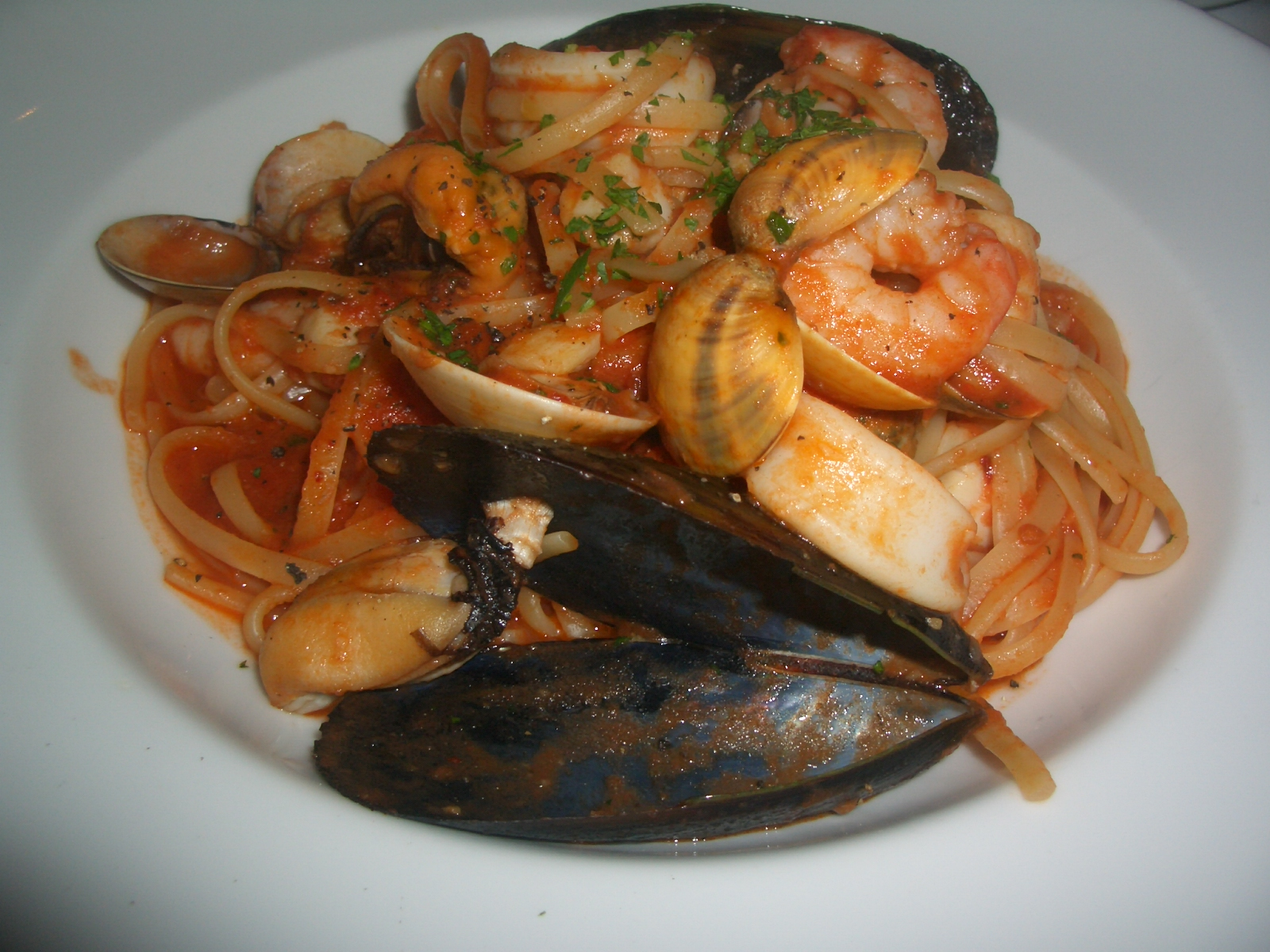
Talerz owoców morza

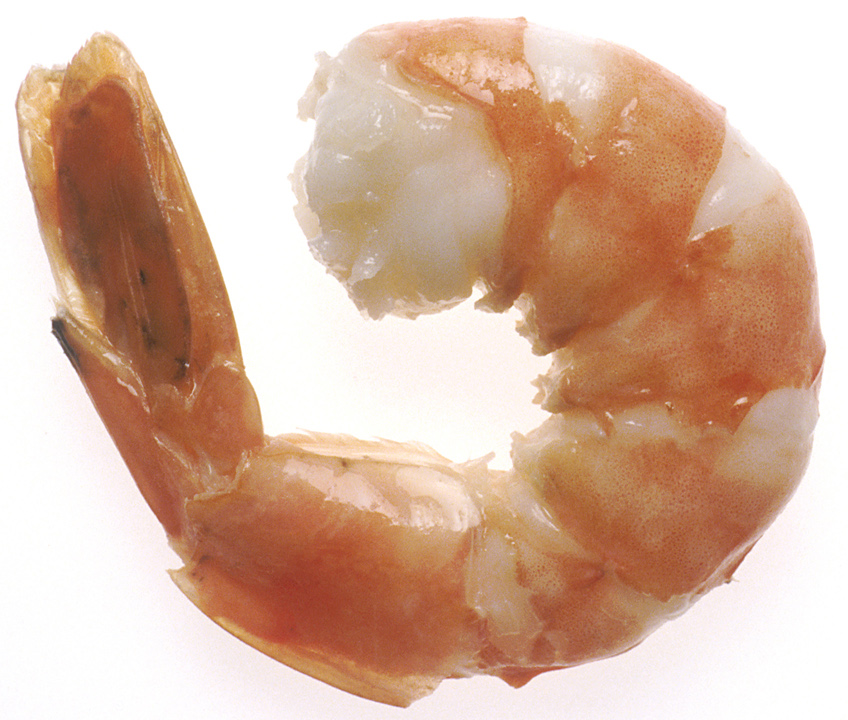
Krewetka obrana (ostatni kawałek pancerza wraz z ogonem pozostawiono nieobrany) i ugotowana na parze

Owoce morza (wł. frutti di mare ‘owoce morza’) – jadalne skorupiaki i mięczaki morskie spożywane przez ludzi, rozmaicie przyrządzane lub surowe. W krajach śródziemnomorskich stanowią popularne danie.

## Spożywane gatunki
Wśród owoców morza spożywane są głównie skorupiaki (homary, langusty, homarce, kraby i krewetki) oraz mięczaki, w tym małże (m.in. ostrygi, omułki, przegrzebki, sercówki), ślimaki (uchowiec, trąbiki, pobrzeżki) i głowonogi (mątwy, kałamarnice i ośmiornice).
Oddzielną grupą są szkarłupnie, np. jeżowce.

## Wartości odżywcze
Owoce morza są dobrym źródłem wysokowartościowego białka, są źródłem witamin z grupy B (PP, B12), jodu, wapnia, selenu oraz fluoru. Ponadto zawierają umiarkowane ilości żelaza, cynku i magnezu. Dodatkowo ostrygi są najbogatszym w diecie naturalnym źródłem cynku, dzięki czemu cieszą się opinią silnego afrodyzjaku. Podobnie jak większość produktów pochodzenia zwierzęcego, także owoce morza zawierają cholesterol: mięczaki 40–100 mg/100 g, skorupiaki 100–200 mg/100 g, największe zaś ilości znajdują się w kawiorze.

## Tradycja kulinarna
Tradycyjnie spożywane są powszechnie w krajach śródziemnomorskich oraz w Australii, prawdopodobnie odgrywały ważną rolę w odżywianiu człowieka już od początków jego historii, o czym świadczą znaleziska archeologiczne z epoki kamiennej.